# Aegocera fabricata
Aegocera fabricata là một loài bướm đêm trong họ Noctuidae.